# Famille de presse

## les différents types de classements
La presse française se classe selon la nature des besoins et par conséquent de différentes manières. Les classements les plus courants sont : le classement par périodicité, le classement par maison d'édition, le classement par famille ou genre, le classement par type de lectorat.

## le classement par genre
- Le classement par genre qui est proposé ci-après comprend plus de 40 familles de presse périodique. Il peut être, si nécessaire, éclaté en sous familles. Il peut également être scindé entre presse grand public et presse technique et professionnelle.

- détail des familles de presse grand public : télévision - auto - moto - sport - hippisme - chasse et pêche - camping & caravaning - tourisme et voyages - photo & vidéo - informatique - beauté - mode - tricot & couture - astrologie - santé - cuisine & gastronomie - cinéma - musique - beaux arts - histoire - sciences - économie - maison et décoration - jardinage - bricolage - immobilier - enfants et adolescents - éducation - famille - modélisme - électronique - bricolage - animaux - adultes - multimédia - presse féminine - presse masculine - presse people...

- détail des familles de presse technique et professionnelle : cafés, hôtels et restaurants - architecture, bâtiment et travaux publics - collectivités territoriales - agriculture - droit et juridique - artisanat - commerce - médecine ...

## Observations sur le classement par genre
- Le poids de ces familles de presse est variable, leur diffusion également.